# Montpellier Hérault Sport Club 2014-2015
Questa voce raccoglie le informazioni riguardanti il Montpellier Hérault Sport Club nelle competizioni ufficiali della stagione 2014-2015.

## Stagione
La stagione 2014-2015 del Montpellier è la 33ª stagione del club in Ligue 1. Rolland Courbis viene riconfermato come allenatore.

## Maglie e sponsor
Lo sponsor tecnico per la stagione 2014-2015 è Nike, mentre lo sponsor ufficiale è Dyneff. La prima maglia è blu e arancione, calzoncini blu e calzettoni arancione. La seconda maglia è bianca, calzoncini arancioni e calzettoni bianchi.
| Casa | Trasferta |

## Organigramma societario
Area direttiva
- Presidente: Louis Nicollin
- Consigliere: Michel Mézy
- Amministratore delegato: Philippe Peybernes
- Direttore generale: David Villechaise

Area organizzativa
- Segretario generale: Laurianne Dupret

Area comunicazione
- Responsabile: Pierre Bourdel
- Ufficio stampa: Katia Mourad

Area marketing
- Ufficio marketing: Benoit Le Quéré

Area tecnica
- Direttore sportivo: Bruno Carotti
- Allenatore: Rolland Courbis
- Allenatore in seconda: Pascal Baills
- Preparatore atletico: Stéphane Paganelli
- Preparatore dei portieri: David Moulin

Area sanitaria
- Medico sociale: Rémy Marey
- Massaggiatori: Olivier Megel, Eric Perraux

## Rosa
| N. |                           | Ruolo | Calciatore        |
| -- | ------------------------- | ----- | ----------------- |
| 1  | Francia (bandiera)        | P     | Laurent Pionnier  |
| 3  | Francia (bandiera)        | D     | Daniel Congré     |
| 4  | Brasile (bandiera)        | D     | Hilton            |
| 5  | Costa d'Avorio (bandiera) | D     | Siaka Tiéné       |
| 6  | Francia (bandiera)        | C     | Joris Marveaux    |
| 7  | Francia (bandiera)        | A     | Anthony Mounier   |
| 8  | Francia (bandiera)        | C     | Jonas Martin      |
| 9  | Francia (bandiera)        | A     | Kévin Bérigaud    |
| 10 | Paraguay (bandiera)       | A     | Lucas Barrios     |
| 11 | Colombia (bandiera)       | A     | Víctor Montaño    |
| 12 | Francia (bandiera)        | A     | Florian Sotoca    |
| 13 | Svizzera (bandiera)       | D     | Dylan Gissi       |
| 14 | Francia (bandiera)        | C     | Bryan Dabo        |
| 16 | Francia (bandiera)        | P     | Geoffrey Jourdren |
| 17 | Francia (bandiera)        | C     | Paul Lasne        |
| 18 | Marocco (bandiera)        | A     | Karim Aït-Fana    |

| N. |                     | Ruolo | Calciatore             |
| -- | ------------------- | ----- | ---------------------- |
| 19 | Senegal (bandiera)  | A     | Souleymane Camara      |
| 20 | Francia (bandiera)  | C     | Morgan Sanson          |
| 21 | Marocco (bandiera)  | D     | Abdelhamid El Kaoutari |
| 22 | Francia (bandiera)  | C     | Benjamin Stambouli     |
| 22 | Svizzera (bandiera) | C     | Sébastien Wüthrich     |
| 23 | Tunisia (bandiera)  | C     | Jamel Saihi            |
| 24 | Perù (bandiera)     | A     | Jean Deza              |
| 25 | Francia (bandiera)  | D     | Mathieu Deplagne       |
| 26 | Marocco (bandiera)  | D     | Yassine Jebbour        |
| 27 | Francia (bandiera)  | A     | Steve Mounié           |
| 28 | Francia (bandiera)  | A     | Djamel Bakar           |
| 29 | Francia (bandiera)  | C     | Gianni Seraf           |
| 30 | Francia (bandiera)  | P     | Jonathan Ligali        |
| 31 | Francia (bandiera)  | A     | Quentin Cornette       |
| 32 | Francia (bandiera)  | D     | Nicolas Saint-Ruf      |
| 33 | Francia (bandiera)  | A     | Anthony Ribelin        |

## Calciomercato

### Sessione estiva(dal 10/6 all'1/9)
In questa finestra trasferimenti troviamo l'acquisto dell'attaccante dell'Evian Kévin Bérigaud e del difensore ex Ajaccio Paul Lasne
| Acquisti | Acquisti         | Acquisti      | Acquisti                    |
| R.       | Nome             | da            | Modalità                    |
| -------- | ---------------- | ------------- | --------------------------- |
| D        | Dylan Gissi      |               | svincolato                  |
| D        | Steve Mounié     | Montpellier 2 | contratto da professionista |
| C        | Bryan Dabo       | Blackburn     | fine prestito               |
| C        | Emanuel Herrera  | Tigres UANL   | fine prestito               |
| C        | Paul Lasne       | Ajaccio       | definitivo                  |
| C        | Gianni Seraf     | Montpellier 2 | contratto da professionista |
| A        | Lucas Barrios    | Spartak Mosca | prestito                    |
| A        | Kévin Bérigaud   | Évian TG      | definitivo                  |
| A        | Quentin Cornette | Montpellier 2 | contratto da professionista |
| A        | Jean Deza        | Porres        | definitivo                  |

| Cessioni | Cessioni           | Cessioni          | Cessioni      |
| R.       | Nome               | a                 | Modalità      |
| -------- | ------------------ | ----------------- | ------------- |
| D        | Garry Bocaly       |                   | svincolato    |
| D        | Vincent Di Stefano |                   | svincolato    |
| D        | Teddy Mézague      | Mouscron-Péruwelz | definitivo    |
| C        | Rémy Cabella       | Newcastle Utd     | definitivo    |
| C        | Emanuel Herrera    | Emelec            | definitivo    |
| C        | Benjamin Stambouli | Tottenham         | definitivo    |
| A        | M'Baye Niang       | Milan             | fine prestito |
| A        | Jonathan Tinhan    |                   | svincolato    |

### Sessione invernale(dal 3/1 al 2/2)
| Acquisti | Acquisti           | Acquisti   | Acquisti   |
| R.       | Nome               | da         | Modalità   |
| -------- | ------------------ | ---------- | ---------- |
| D        | Jérôme Roussillon  | Sochaux    | definitivo |
| C        | Sébastien Wüthrich | Sion       | definitivo |
| A        | Florian Sotoca     | AS Béziers | definitivo |

| Cessioni | Cessioni          | Cessioni     | Cessioni   |
| R.       | Nome              | a            | Modalità   |
| -------- | ----------------- | ------------ | ---------- |
| D        | Jean Deza         | Alianza Lima | prestito   |
| D        | Yassine Jebbour   | Varese       | prestito   |
| D        | Jérôme Roussillon | Sochaux      | prestito   |
| A        | Víctor Montaño    |              | svincolato |

## Risultati

### Ligue 1

#### Girone d'andata
| Arbitro: | Bien |

|  |           |             |
|  | Marcatori | 14’ Diabaté |

| Arbitro: | Turpin |

|  |           |                        |
|  | Marcatori | 18’ Mounier 68’ Sanson |

| Arbitro: | Gautier |

|                      |           |  |
| Tiéné 44’ Camara 89’ | Marcatori |  |

| Arbitro: | Schneider |

|           |           |  |
| Gakpé 78’ | Marcatori |  |

| Arbitro: | Fautrel |

|                 |           |  |
| Koné 44’ (aut.) | Marcatori |  |

| Villeneuve-d'Ascq 21 settembre 2014, ore 14:00 CEST 6ª giornata | Lilla | 0 – 0 referto | Montpellier | Stadio Pierre Mauroy (31.742 spett.)\| Arbitro: \| Thual \| |
| Arbitro:                                                        | Thual |               |             |                                                             |

| Arbitro: | Castro |

|  |           |               |
|  | Marcatori | 90+3’ Germain |

| Arbitro: | Kalt |

|                        |           |             |
| Camara 48’ Montaño 89’ | Marcatori | 83’ Beauvue |

| Arbitro: | Bien |

|             |           |            |
| Palun 90+2’ | Marcatori | 72’ Hilton |

| Arbitro: | Varela |

|                                                          |           |           |
| Gourcuff 36’, 47’ Fekir 38’ Lacazette 82’ Malbranque 88’ | Marcatori | 54’ Tiéné |

| Arbitro: | Millot |

|               |           |  |
| Moukandjo 90’ | Marcatori |  |

| Arbitro: | Lesage |

|                          |           |  |
| Bérigaud 32’ Mounier 90’ | Marcatori |  |

| Arbitro: | Jaffredo |

|                  |           |  |
| Tallo 21’, 45+1’ | Marcatori |  |

| Arbitro: | Desiage |

|                        |           |  |
| Mounier 37’ Camara 87’ | Marcatori |  |

| Arbitro: | Bien |

|             |           |            |
| Duhamel 40’ | Marcatori | 17’ Hilton |

| Arbitro: | Thual |

|  |           |                      |
|  | Marcatori | 22’ Pogba 43’ Baysse |

| Arbitro: | Delerue |

|  |           |                                                 |
|  | Marcatori | 23’ Martin 55’ Sanson 60’ Barrios 90+2’ Mounier |

| Arbitro: | Ennjimi |

|                                   |           |                                         |
| Sanson 1’ Barrios 16’ Mounier 63’ | Marcatori | 18’ Valdivia 34’ Guillaume 80’ Touzghar |

| Parigi 20 dicembre 2014, ore 17:00 CET 19ª giornata | Paris Saint-Germain | 0 – 0 referto | Montpellier | Parc des Princes (46.157 spett.)\| Arbitro: \| Moreira \| |
| Arbitro:                                            | Moreira             |               |             |                                                           |

#### Girone di ritorno
| Arbitro: | Bastien |

|                        |           |            |
| Bérigaud 39’ Lasne 62’ | Marcatori | 68’ Omrani |

| Arbitro: | Castro |

|                                   |           |                              |
| N'Gbakoto 20’ (rig.) Bussmann 38’ | Marcatori | 17’ (rig.), 53’, 69’ Barrios |

| Arbitro: | Turpin |

|                                               |           |  |
| Lasne 8’ Bérigaud 57’ Mounier 78’ Barrios 82’ | Marcatori |  |

| Lorient 31 gennaio 2015, ore 20:00 CET 23ª giornata | Lorient | 0 – 0 referto | Montpellier | Stade du Moustoir (11.549 spett.)\| Arbitro: \| Thual \| |
| Arbitro:                                            | Thual   |               |             |                                                          |

| Arbitro: | Moreira |

|            |           |                   |
| Dabo 90+2’ | Marcatori | 9’ Roux 53’ Lopes |

| Monaco 7 aprile 2015, ore 19:00 CEST 25ª giornata | Monaco       | 0 – 0 referto | Montpellier | Stade Louis II (5.676 spett.)\| Arbitro: \| Saïd Ennjimi \| |
| Arbitro:                                          | Saïd Ennjimi |               |             |                                                             |

| Arbitro: | Alexandre Castro |

|  |           |                        |
|  | Marcatori | 2’ Sanson 55’ Berigaud |

| Arbitro: | Ruddy Buquet |

|                      |           |              |
| Dabo 45’ Barrios 66’ | Marcatori | 36’ Bautheac |

| Arbitro: | Amaury Delerue |

|            |           |                                               |
| Barrios 6’ | Marcatori | 30’, 94’ Lacazette 40’, 72’ Kefir 91’ Tolisso |

| Arbitro: | Fredy Fautrel |

|                            |           |              |
| Barrios 4’, 72’ Sanson 92’ | Marcatori | Oniangue 87’ |

| Arbitro: | Mikael Lesage |

|              |           |  |
| N'Sikulu 85’ | Marcatori |  |

| Arbitro: | Alexandre Castro |

|                                                  |           |         |
| Barrios 69’ (rig.) Mounier 72’ (rig.) Sanson 91’ | Marcatori | Sio 35’ |

| Tolosa 12 aprile 2015, ore ? CEST 32ª giornata | Tolosa | – | Montpellier | Stadium Municipal |

| Montpellier 18 aprile 2015, ore ? CEST 33ª giornata | Montpellier | – | Caen | Stadio della Mosson |

| Saint-Étienne 25 aprile 2015, ore ? CEST 34ª giornata | Saint-Étienne | – | Montpellier | Stade Geoffroy-Guichard |

| Montpellier 3 maggio 2015, ore ? CEST 35ª giornata | Montpellier | – | Rennes | Stadio della Mosson |

| Lens 9 maggio 2015, ore ? CEST 36ª giornata | Lens | – | Montpellier | Stade Félix Bollaert |

| Montpellier 16 maggio 2015, ore ? CEST 37ª giornata | Montpellier | – | Paris Saint-Germain | Stadio della Mosson |

| Bordeaux 23 maggio 2015, ore ? CEST 38ª giornata | Bordeaux | – | Montpellier | Stade Chaban-Delmas |

### Coppa di Francia

#### Fase a eliminazione diretta
| Arbitro: | Desiage |

|  |           |                                          |
|  | Marcatori | 63’ Chantôme 79’ Ibrahimović 90+1’ Lucas |

### Coppa di Lega

#### Fase a eliminazione diretta
| Arbitro: | Moreira |

|  |           |           |
|  | Marcatori | 44’ Madri |

## Statistiche
Aggiornate al 7 febbraio 2015

### Statistiche di squadra
| Competizione     | Punti | In casa | In casa | In casa | In casa | In casa | In casa | In trasferta | In trasferta | In trasferta | In trasferta | In trasferta | In trasferta | Totale | Totale | Totale | Totale | Totale | Totale | DR |
| Competizione     | Punti | G       | V       | N       | P       | Gf      | Gs      | G            | V            | N            | P            | Gf           | Gs           | G      | V      | N      | P      | Gf     | Gs     | DR |
| ---------------- | ----- | ------- | ------- | ------- | ------- | ------- | ------- | ------------ | ------------ | ------------ | ------------ | ------------ | ------------ | ------ | ------ | ------ | ------ | ------ | ------ | -- |
| Ligue 1          | 56    | 18      | 11      | 2       | 5       | 29      | 19      | 18           | 5            | 6            | 7            | 15           | 16           | 36     | 16     | 8      | 12     | 44     | 35     | +9 |
| Coppa di Francia | -     | 1       | 0       | 0       | 1       | 0       | 3       | -            | -            | -            | -            | -            | -            | 1      | 0      | 0      | 1      | 0      | 3      | -3 |
| Coppa di Lega    | -     | 1       | 0       | 0       | 1       | 0       | 1       | -            | -            | -            | -            | -            | -            | 1      | 0      | 0      | 1      | 0      | 1      | -1 |
| Totale           | 56    | 20      | 11      | 2       | 7       | 29      | 23      | 18           | 5            | 6            | 7            | 15           | 16           | 38     | 16     | 8      | 14     | 44     | 39     | +5 |

### Andamento in campionato
| Giornata  | 1  | 2  | 3 | 4  | 5 | 6 | 7 | 8 | 9 | 10 | 11 | 12 | 13 | 14 | 15 | 16 | 17 | 18 | 19 | 20 | 21 | 22 | 23 | 24 | 25 | 26 | 27 | 28 | 29 | 30 | 31 | 32 | 33 | 34 | 35 | 36 | 37 | 38 |
| --------- | -- | -- | - | -- | - | - | - | - | - | -- | -- | -- | -- | -- | -- | -- | -- | -- | -- | -- | -- | -- | -- | -- | -- | -- | -- | -- | -- | -- | -- | -- | -- | -- | -- | -- | -- | -- |
| Luogo     | C  | T  | C | T  | C | T | C | C | T | T  | T  | C  | T  | C  | T  | C  | T  | C  | T  | C  | T  | C  | T  | C  | T  | T  | C  | C  | C  | T  | C  | T  | C  | T  | C  | T  | C  | T  |
| Risultato | P  | V  | V | P  | V | N | P | V | N | P  | P  | V  | P  | V  | N  | P  | V  | N  | N  | V  | V  | V  | N  | P  |    |    |    |    |    |    |    |    |    |    |    |    |    |    |
| Posizione | 17 | 11 | 5 | 10 | 6 | 6 | 9 | 7 | 7 | 11 | 13 | 9  | 13 | 9  | 9  | 10 | 8  | 9  | 10 | 8  | 6  | 6  | 6  |    |    |    |    |    |    |    |    |    |    |    |    |    |    |    |

Fonte:  Classements, su lfp.fr, LFP.
Legenda:

Luogo: C = Casa; T = Trasferta. Risultato: V = Vittoria; N = Pareggio; P = Sconfitta.

### Statistiche dei giocatori
| Giocatore      | Ligue 1  | Ligue 1 | Ligue 1     | Ligue 1    | Coppa di Francia Coppa di Lega | Coppa di Francia Coppa di Lega | Coppa di Francia Coppa di Lega | Coppa di Francia Coppa di Lega | Totale   | Totale | Totale      | Totale     |
| Giocatore      | Presenze | Reti    | Ammonizioni | Espulsioni | Presenze                       | Reti                           | Ammonizioni                    | Espulsioni                     | Presenze | Reti   | Ammonizioni | Espulsioni |
| -------------- | -------- | ------- | ----------- | ---------- | ------------------------------ | ------------------------------ | ------------------------------ | ------------------------------ | -------- | ------ | ----------- | ---------- |
| K. Aït-Fana    | -        | -       | -           | -          | -                              | -                              | -                              | -                              | -        | -      | -           | -          |
| L. Barrios     | 17       | 6       | 1           | 0          | 1+1                            | 0                              | 0                              | 0                              | 19       | 6      | 1           | 0          |
| D. Bakar       | 9        | 0       | 0           | 0          | 1+0                            | 0                              | 0                              | 0                              | 10       | 0      | 0           | 0          |
| K. Bérigaud    | 19       | 3       | 2           | 0          | 1+1                            | 0                              | 0                              | 0                              | 21       | 3      | 2           | 0          |
| S. Camara      | 24       | 3       | 0           | 0          | 1+1                            | 0                              | 0                              | 0                              | 26       | 3      | 0           | 0          |
| D. Congré      | 17       | 0       | 1           | 0          | 1+1                            | 0                              | 0                              | 0                              | 19       | 0      | 1           | 0          |
| Q. Cornette    | -        | -       | -           | -          | -                              | -                              | -                              | -                              | -        | -      | -           | -          |
| B. Dabo        | 8        | 1       | 1           | 0          | 1+0                            | 0                              | 0                              | 0                              | 9        | 1      | 1           | 0          |
| M. Deplagne    | 19       | 0       | 3           | 0          | 1+0                            | 0                              | 0                              | 0                              | 20       | 0      | 3           | 0          |
| J. Deza        | 2        | 0       | 0           | 0          | 0+1                            | 0                              | 0                              | 0                              | 3        | 0      | 0           | 0          |
| A. El Kaoutari | 23       | 0       | 2           | 0          | 0+1                            | 0                              | 0                              | 0                              | 24       | 0      | 2           | 0          |
| D. Gissi       | 1        | 0       | 1           | 0          | -                              | -                              | -                              | -                              | 1        | 0      | 1           | 0          |
| Hilton         | 24       | 2       | 1           | 0          | 1+1                            | 0                              | 0+1                            | 0                              | 26       | 2      | 2           | 0          |
| Y. Jebbour     | -        | -       | -           | -          | 0+1                            | 0                              | 0                              | 0                              | 1        | 0      | 0           | 0          |
| G. Jourdren    | 18       | -17     | 0           | 0          | -                              | -                              | -                              | -                              | 18       | -17    | 0           | 0          |
| P. Lasne       | 19       | 2       | 1           | 0          | 1+1                            | 0                              | 0                              | 0                              | 21       | 2      | 1           | 0          |
| J. Ligali      | 3        | -1      | 1           | 0          | 1+0                            | -3-0                           | 0                              | 0                              | 4        | -4     | 1           | 0          |
| J. Martin      | 21       | 1       | 3           | 0          | 1+0                            | 0                              | 0                              | 0                              | 22       | 1      | 3           | 0          |
| J. Marveaux    | 17       | 0       | 1           | 0          | 1+0                            | 0                              | 1+0                            | 0                              | 18       | 0      | 2           | 0          |
| V. Montaño     | 9        | 1       | 2           | 0          | 0+1                            | 0                              | 0                              | 0                              | 10       | 1      | 2           | 0          |
| S. Mounié      | 0        | 0       | 0           | 0          | 0+1                            | 0                              | 0                              | 0                              | 1        | 0      | 0           | 0          |
| A. Mounier     | 23       | 6       | 1           | 0          | 1+1                            | 0                              | 0+1                            | 0                              | 25       | 6      | 2           | 0          |
| L. Pionnier    | 3        | -6      | 0           | 0          | 0+1                            | 0-1                            | 0                              | 0                              | 4        | -6     | 0           | 0          |
| A. Ribelin     | 6        | 0       | 0           | 0          | -                              | -                              | -                              | -                              | 6        | 0      | 0           | 0          |
| J. Saihi       | 12       | 0       | 3           | 0          | -                              | -                              | -                              | -                              | 12       | 0      | 3           | 0          |
| N. Saint-Ruf   | -        | -       | -           | -          | -                              | -                              | -                              | -                              | -        | -      | -           | -          |
| M. Sanson      | 24       | 3       | 2           | 0          | 1+1                            | 0                              | 0                              | 0                              | 26       | 3      | 2           | 0          |
| G. Seraf       | -        | -       | -           | -          | -                              | -                              | -                              | -                              | -        | -      | -           | -          |
| F. Sotoca      | -        | -       | -           | -          | -                              | -                              | -                              | -                              | -        | -      | -           | -          |
| B. Stambouli   | 2        | 0       | 0           | 0          | -                              | -                              | -                              | -                              | 2        | 0      | 0           | 0          |
| S. Tiéné       | 14       | 2       | 2           | 0          | -                              | -                              | -                              | -                              | 14       | 2      | 2           | 0          |
| S. Wüthrich    | -        | -       | -           | -          | -                              | -                              | -                              | -                              | -        | -      | -           | -          |